# Umeå
Umeå ([ˈʉːmɛo], localement : [ˈʉːmɛ] ) est une ville située dans le nord de la Suède, sur la côte du golfe de Botnie dans la province historique de Västerbotten, à 600 kilomètres au nord de Stockholm. Avec 79 594 habitants, c'est la 12e plus grande ville de Suède, et la plus grande ville de toute la moitié nord de la Suède ce qui lui vaut parfois le surnom de capitale du Norrland, titre disputé par Sundsvall. C'est le chef-lieu de la commune d'Umeå ainsi que du comté de Västerbotten.
L'histoire d'Umeå remonte au moins à 1314, mais la ville n'acquit son statut de ville qu'en 1622. Son développement, essentiellement lié à l'industrie forestière fut affecté par les conflits avec la Russie, qui aboutirent à sa destruction en 1714 et 1722, puis par un important incendie en 1888. La ville entama par la suite une importante croissance économique et démographique. La fondation de l'université d'Umeå en 1965 dynamisa encore la ville, et la transforma en une ville pionnières dans les hautes technologies, ainsi qu'en une ville de la culture, récompensée par son élection comme capitale européenne de la culture 2014 aux côtés de Riga.

## Géographie

### Localisation

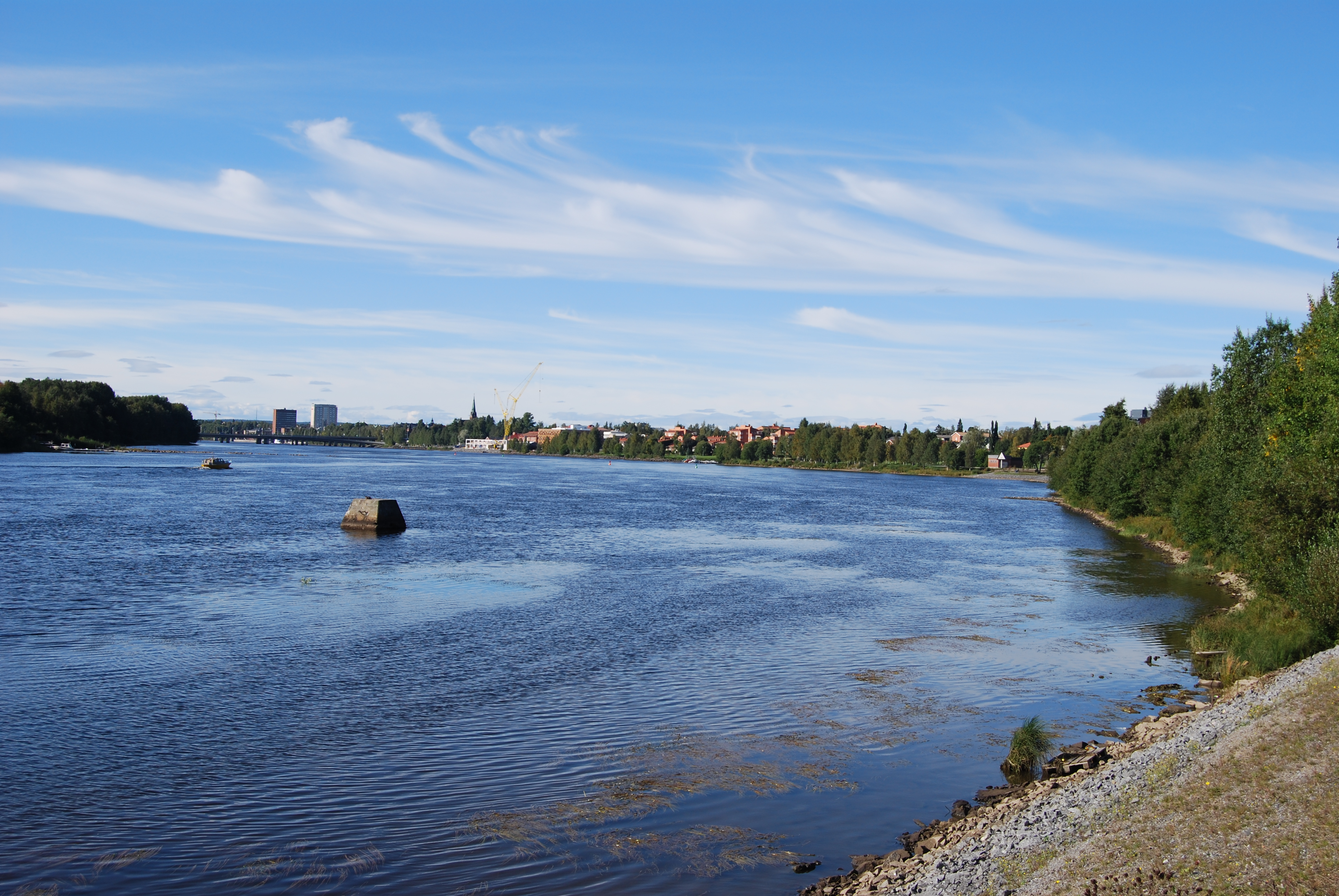
Le fleuve Ume älv, traversant la ville

Umeå est la plus grande ville du nord de la Suède. Elle est relativement distante des principales métropoles du sud de la Suède, Stockholm étant par exemple à 649 km. Elle est en revanche assez proche de Vaasa en Finlande, étant située à un des points où la mer Baltique est la plus étroite.
Elle est située sur le fleuve Umeälven, cinquième plus grand fleuve de Suède en termes de débit (440 m3/s), près de son embouchure dans la mer Baltique. Lors de sa fondation, la ville était sur la mer Baltique, mais le niveau du sol est monté depuis à cause du rebond isostatique, particulièrement important sur cette région proche de la fameuse Haute Côte. La ville s'étend principalement au nord de la rivière. Le relief dans la vallée est relativement plat, excepté la forêt Stadsliden, près du centre-ville, culminant à une soixantaine de mètres.

### Climat
Le climat subarctique de la ville est plutôt froid, avec des étés relativement doux. Il est classé Dfc selon la classification de Köppen. Étant au sud du cercle polaire, la ville ne connaît pas le soleil de minuit, mais le 21 juin, le soleil se lève à 2 h 21 et se couche à 22 h 59.
| Mois                     | jan. | fév. | mars | avril | mai | juin | jui. | août | sep. | oct. | nov. | déc. | année |
| ------------------------ | ---- | ---- | ---- | ----- | --- | ---- | ---- | ---- | ---- | ---- | ---- | ---- | ----- |
| Température moyenne (°C) | −8,7 | −8,3 | −4   | 1,4   | 7,6 | 13,3 | 15,6 | 13,8 | 9    | 4    | −2,3 | −6,4 | 2,9   |
| Précipitations (mm)      | 52   | 39,5 | 42,8 | 36,8  | 41  | 42,2 | 55,3 | 79,5 | 72,6 | 67,7 | 79,6 | 59,1 | 668   |

## Histoire

### Fondation

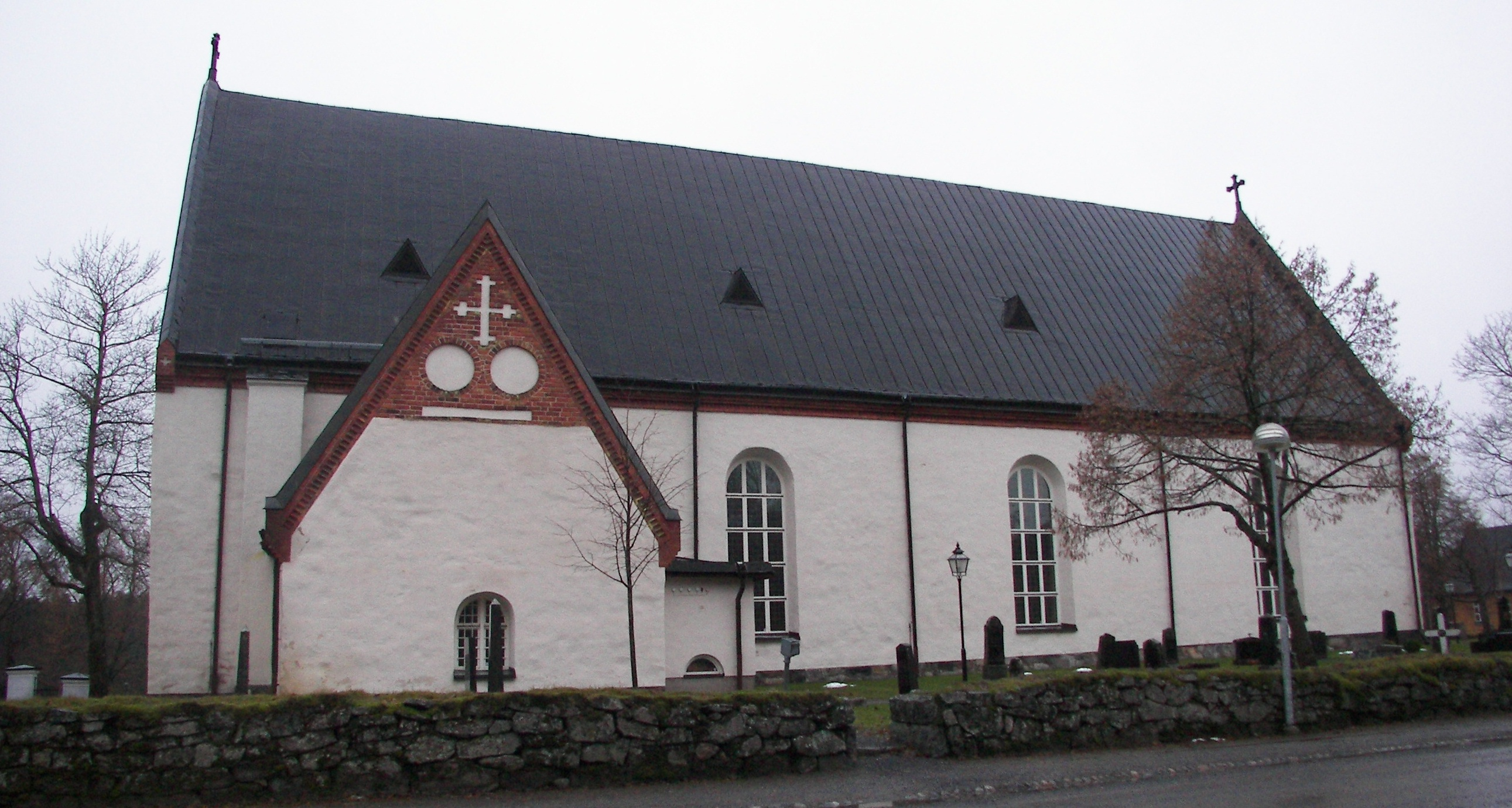
Backens kyrka, près de laquelle Umeå était initialement construit.

La région Övre Norrland, qui inclut l'actuel emplacement d'Umeå, devient suédoise au début du XIVe siècle. La plus ancienne mention de la ville date d'un document de 1314, où elle est désignée comme une paroisse avec au centre l'église Backens kyrka, alors en bois. L'église fut reconstruite en pierre au début du XVIe siècle.
En 1588, le roi Jean III de Suède donna à Umeå les privilèges de ville, de façon à regrouper les populations alentour et ainsi organiser le commerce dans le nord du pays. Ceci ne fonctionna pas, et la ville perdit son privilège après quelques années. Une nouvelle tentative eut lieu en 1622, mais du fait de l'élévation du terrain à cause du rebond post-glaciaire, la ville fut construite 5 km plus en aval. La raison de ce statut de ville était que le roi Gustave II Adolphe de Suède considérait qu'il était plus facile de percevoir des taxes si les habitants étaient concentrés dans une ville plutôt que disséminés dans plusieurs villages. Lorsque le comté de Västerbotten fut fondé, en 1638, Umeå en devint le chef-lieu.

### Des débuts difficiles

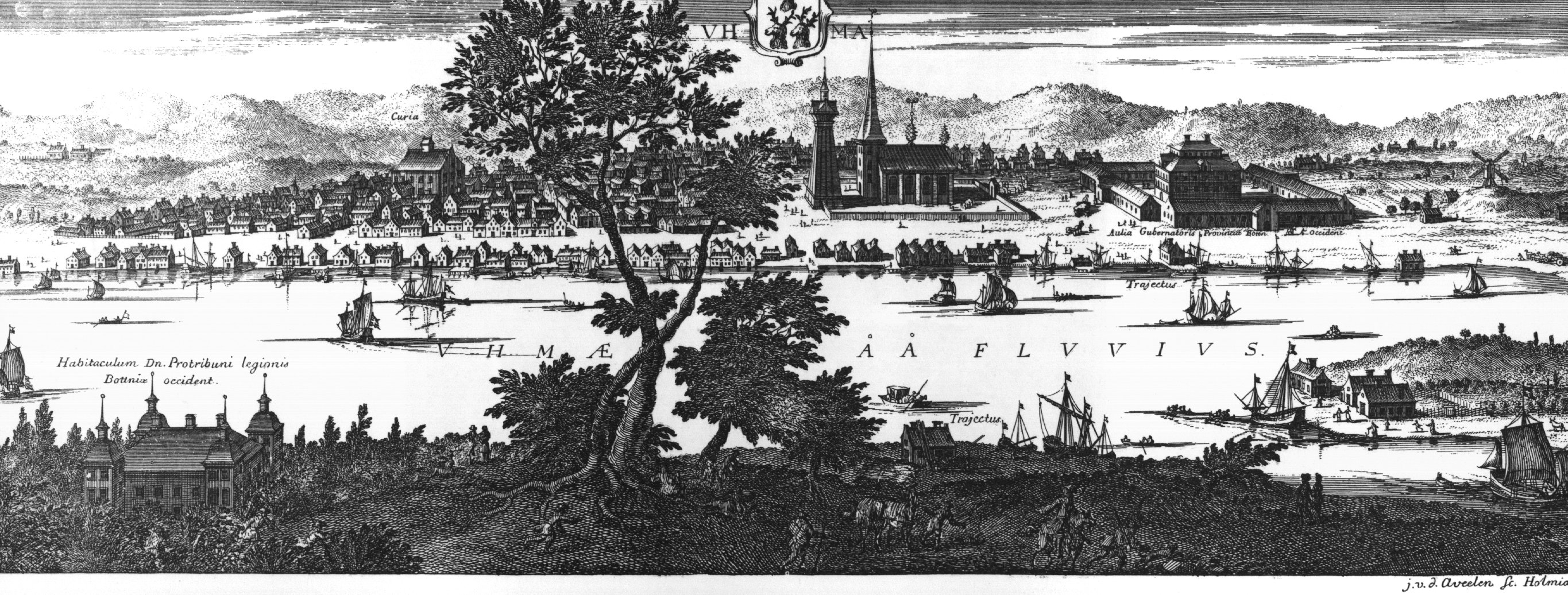
Umeå autour de 1700, dans Suecia antiqua et hodierna.

La ville fut détruite par les Russes à deux reprises, en 1714 et 1720, durant la grande guerre du Nord. Elle fut alors reconstruite. En mars 1809, dans le cadre des guerres napoléoniennes, Umeå fut occupée par les Russes, mais ils partirent au bout de quelques jours en raison des négociations de paix. En mai, les Russes reprirent l'offensive, et s'emparèrent d'un Umeå presque vide, ayant été évacué peu de temps avant. Ils quittèrent finalement la ville le 23 août. Cependant, la Finlande, auparavant suédoise, passa sous contrôle russe, ce qui stoppa dès lors les communications entre Umeå et Vaasa, située juste de l'autre côté de la mer Baltique.
La ville continua son développement après ces évènements, avec en particulier une importante activité économique liée aux scieries. La ville disposait alors d'une flotte conséquente, et de son propre chantier naval. Mais dans les années 1880, la flotte fut concurrencée par l'arrivée des bateaux à vapeur, et la ville n'arriva pas à suivre les développements de l'industrie forestière dans le nord du pays. Elle commença alors à reconvertir son économie. Mais le 25 juin 1888, la ville fut ravagée par un gigantesque incendie, laissant sans abri 2 300 des 3 000 habitants.

### Une extraordinaire croissance

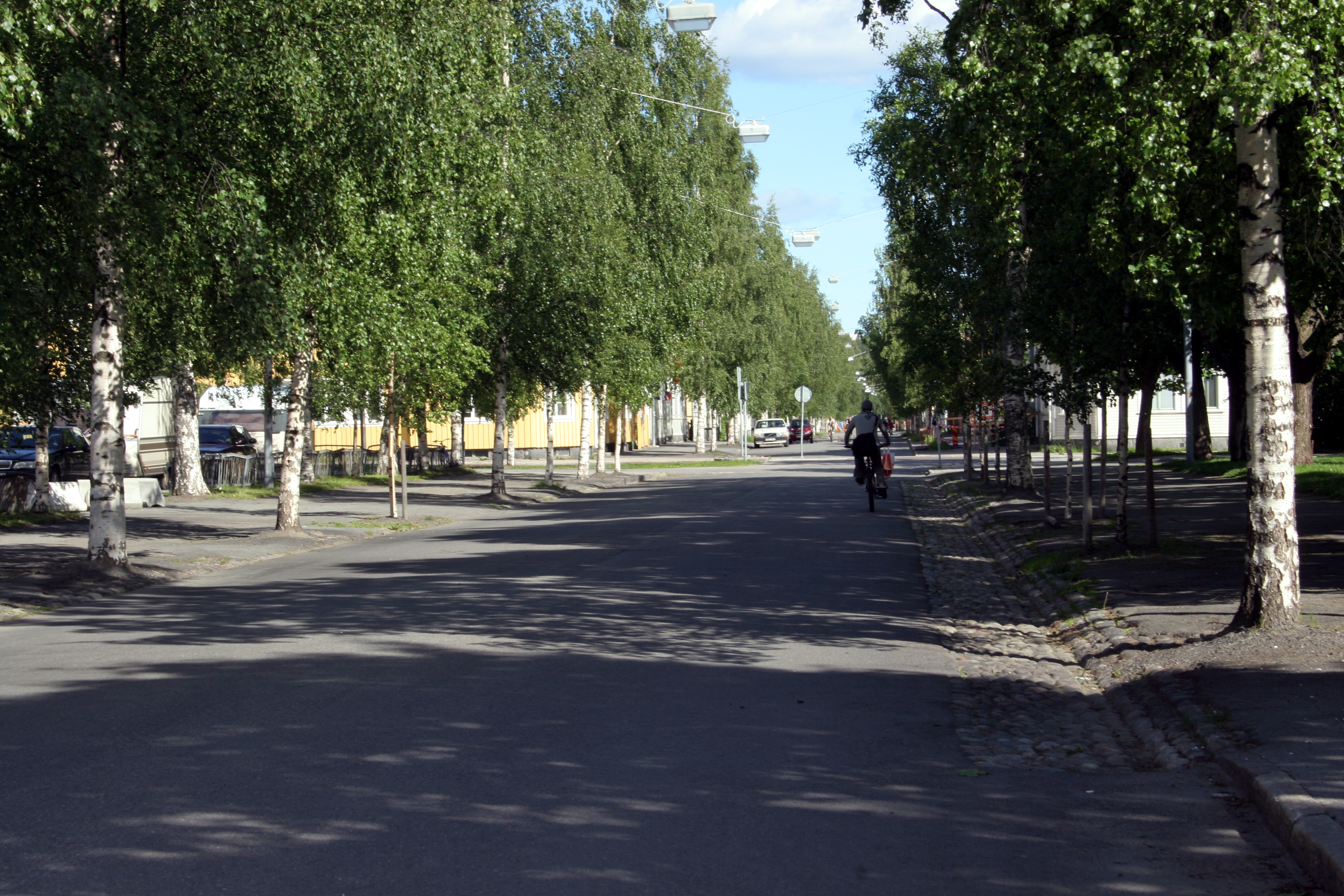
La rue Kungsgatan, typique des rues d'Umeå d'après 1888, avec ses rangées de bouleaux.

Après cet incendie, la ville fut reconstruite selon un plan visant à éviter que ce genre de désastre ne se reproduise : les rues furent élargies, et de nombreux bouleaux furent plantés dans le but d'empêcher le feu de se propager d'une maison à une autre. Ceci explique que la ville soit surnommée ville des bouleaux.
La ville se modernisa alors très vite. En 1892, la ville devient la quatrième de Suède à avoir un éclairage urbain électrique, et en 1896, la première ligne de chemin de fer de la ville la relie avec la ligne principale de la région : Stambanan genom övre Norrland. En 1920, la ville n'ayant plus accès à la Baltique du fait de l'élévation de terrain, un nouveau port fut construit plus en aval. En 1929, l'ébéniste Gösta Nyström commença à fabriquer des carrosseries de voitures, et créa plusieurs innovations qui engendrèrent une collaboration avec Volvo, qui racheta ensuite l'usine, devenant ainsi le principal employeur privé de la ville.
En 1951, Umeå eut le droit de disposer d'une copie de chaque chose imprimée dans le pays (dépôt légal), ce qui lui permit de construire une importante bibliothèque. En 1962 est établie l'école Umeå School of Business, et en 1965 l'université d'Umeå. Cette activité universitaire et scientifique a permis d'accentuer le développement de la ville, qui est de nos jours une des villes à la croissance la plus rapide du pays.

## Population et société

### Démographie

#### Évolution démographique
La ville eut un développement relativement constant jusqu'à la fin du XIXe siècle, où la population commença à augmenter fortement. Mais cette croissance fut fortement accentuée par l'arrivée de l'université dans les années 1960. Depuis, Umeå est l'une des villes à la plus forte croissance démographique de Suède, avec entre 700 et 800 nouveaux appartements construits par an. Ainsi, entre 1960 et 2005, la ville est passée de la 20e à la 12e plus grande ville de Suède.
| 1650 | 1690 | 1730 | 1770 | 1810  | 1850  | 1890  | 1930   | 1950   | 1960   |
| ---- | ---- | ---- | ---- | ----- | ----- | ----- | ------ | ------ | ------ |
| 365  | 610  | 539  | 805  | 1 039 | 1 505 | 3 223 | 11 138 | 22 437 | 32 492 |

| 1965   | 1970   | 1975   | 1980   | 1990   | 1995   | 2000   | 2005   | 2010   | - |
| ------ | ------ | ------ | ------ | ------ | ------ | ------ | ------ | ------ | - |
| 39 889 | 47 692 | 49 715 | 52 719 | 60 305 | 68 494 | 70 959 | 75 645 | 79 594 | - |

#### Structure de la population
La population d'Umeå est jeune, ce qui est très caractéristique des villes universitaires suédoises. La moyenne d'âge des habitants de la commune est de 38 ans.
| Hommes | Classe d’âge | Femmes |
| ------ | ------------ | ------ |
| 156    | 90 et plus   | 439    |
| 1 384  | 80-89        | 2 270  |
| 2 973  | 70-79        | 3 706  |
| 5 836  | 60-69        | 5 940  |
| 6 357  | 50-59        | 6 597  |
| 7 220  | 40-49        | 7 021  |
| 8 320  | 30-39        | 7 480  |
| 11 375 | 20-29        | 10 949 |
| 6 975  | 10-19        | 6 509  |
| 6 396  | 0-9          | 6 171  |

### Éducation

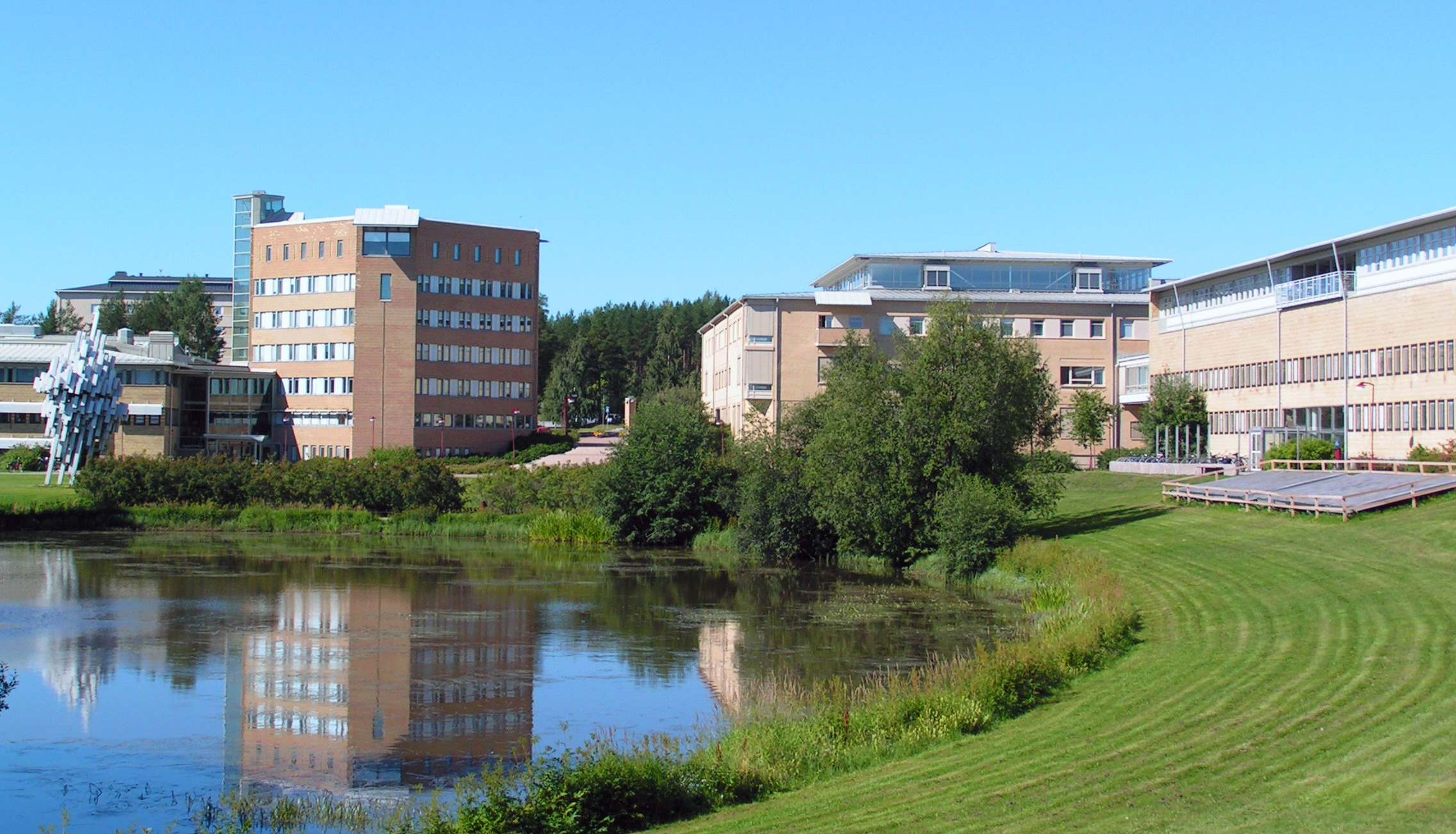
Le campus de l'université d'Umeå.

Umeå est depuis les années 1960 une des principales villes universitaires de Suède. La ville abrite deux universités : l'université d'Umeå et un campus de l'université suédoise des Sciences Agricoles.
Les discussions à propos de la création d'un collège universitaire (högskola) dans le Norrland ont commencé au début du XXe siècle. En 1951, il fut décidé que le cinquième exemplaire de tout ce qui est imprimé en Suède serait conservé à Umeå, créant ainsi une importante bibliothèque, et en 1956-1957, des cours de médecine commencèrent à être donnés dans la ville. Ces deux éléments ont permis d'aboutir en 1965 à la création de l'université d'Umeå. En 2010, l'université accueillit 36 712 étudiants dont 1 277 doctorants, et employa 4 185 personnes.
L'université suédoise des Sciences Agricoles, dont le campus principal est situé à Uppsala, possède un campus à Umeå. Le site d'Umeå accueille principalement la faculté des sciences de la forêt (Faculty of Forest Sciences).

### Santé

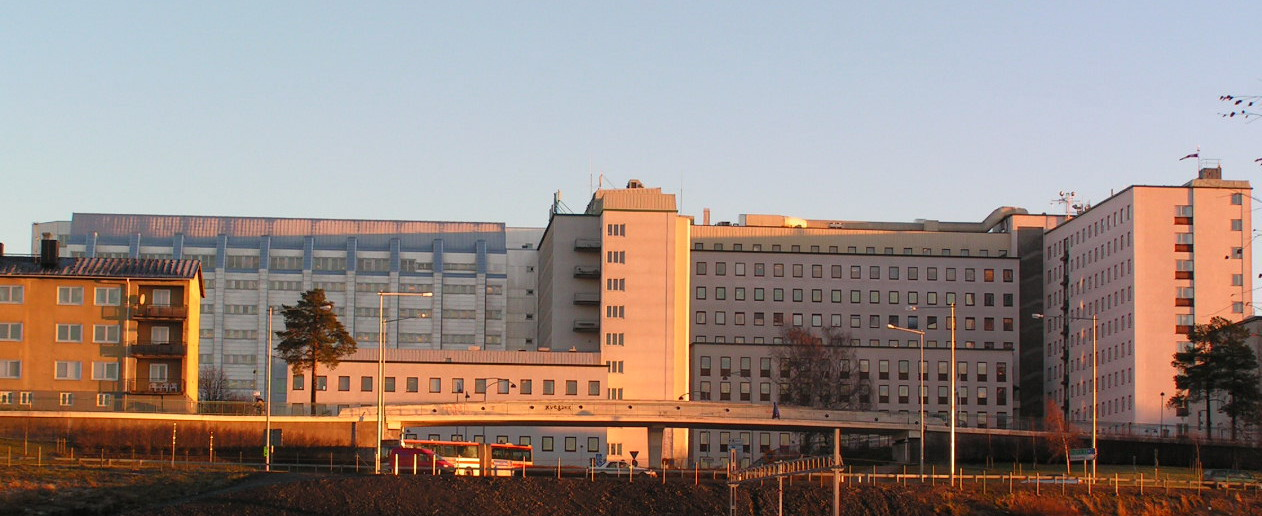
L'hôpital universitaire du Norrland.

Le premier hôpital d'Umeå fut fondé en 1784. En 1907, un nouvel hôpital fut construit sur Ålidbacken. Durant les années qui suivirent, l'hôpital fut l'objet de plusieurs agrandissements, et l'hôpital devint hôpital régional en 1950. De nos jours, il est le plus grand hôpital situé au nord d'Uppsala, avec 5 600 employés.

## Économie
L'économie de la ville s'est spécialisée dans le domaine des hautes technologies, en particulier biotechnologies et technologies de l'information.
En 2008, les principaux employeurs de la commune sont dans le secteur public : il s'agit de la commune elle-même (10 900), le comté, principalement chargé de la santé (6 200) et l'université d'Umeå (4 000). Dans le secteur privé, c'est Volvo qui emploie le plus de personnes (2 500).

## Transport

### Transport routier
Umeå est située sur les routes européennes E4, traversant la Suède dans un axe nord-sud, et E12 liant la ville à Mo i Rana en Norvège, selon un axe est-ouest.
La E12 fait partie de la route bleue.
La présence de ces deux routes E4 et E12 très fréquentées traversant le centre d'Umeå cause des problèmes tant de trafic que de qualité de l'air. 
Pour éviter cela, un périphérique est en construction pour détourner le trafic du centre-ville. Des travaux sont aussi en cours sur la E12 entre Umeå et Vännäs pour transformer cette section en une voie de type autoroute.
La route nationale 92 et les routes régionales 363 et 364 partent de Umeå.

### Transport ferroviaire
Umeå reçut sa première ligne de chemin de fer en 1896. Il s'agissait de la ligne Umeå-Vännäs, avec une connexion à Vännäs avec la ligne principale de la région : Stambanan genom övre Norrland. Ce schéma est très caractéristique des lignes construites avant 1896, obéissant encore au principe anti-côte (antikustprincipen). Ce principe faisait qu'aucune ligne de chemin publique ne longeait les côtes, mais était au contraire plus à l'intérieur des terres, malgré le fait que la plupart des villes du pays étaient sur la côte. Une des raisons à ceci était militaire, les attaques étant souvent maritimes à cette époque où l'aviation était encore balbutiante. Dans le cas du Nord de la Suède, c'est aussi parce que les nombreuses rivières importantes s'élargissaient à proximité de la mer, ce qui les rendaient difficiles à traverser.
Ceci compliquait et rallongeait les trajets à partir d'Umeå, tout comme des autres villes côtières du Norrland. Pour rectifier ce problème, le gouvernement a par la suite construit plusieurs lignes côtières le long de la côte du Norrland : Ostkustbanan en 1927 (Gävle-Sundsvall), Ådalsbanan en 1932 (Sunsvall-Härnösand-Långsele) et finalement la ligne Botniabanan (Kramfors-Umeå), inaugurée le 28 août 2010, permettant maintenant un trajet jusqu'à Stockholm le long de la côte. Un prolongement jusqu'à Luleå est prévu sous le nom Norrbotniabanan.
La ville possède deux gares. La première, la gare centrale, a été inaugurée avec la ligne Umeå-Vännäs, mais est actuellement fermée pour d'importants travaux, liés à l'ouverture de la nouvelle ligne. C'est donc la gare de l'est (Umeå östra), construite avec la ligne Botniabanan, qui est utilisée.[Passage à actualiser]

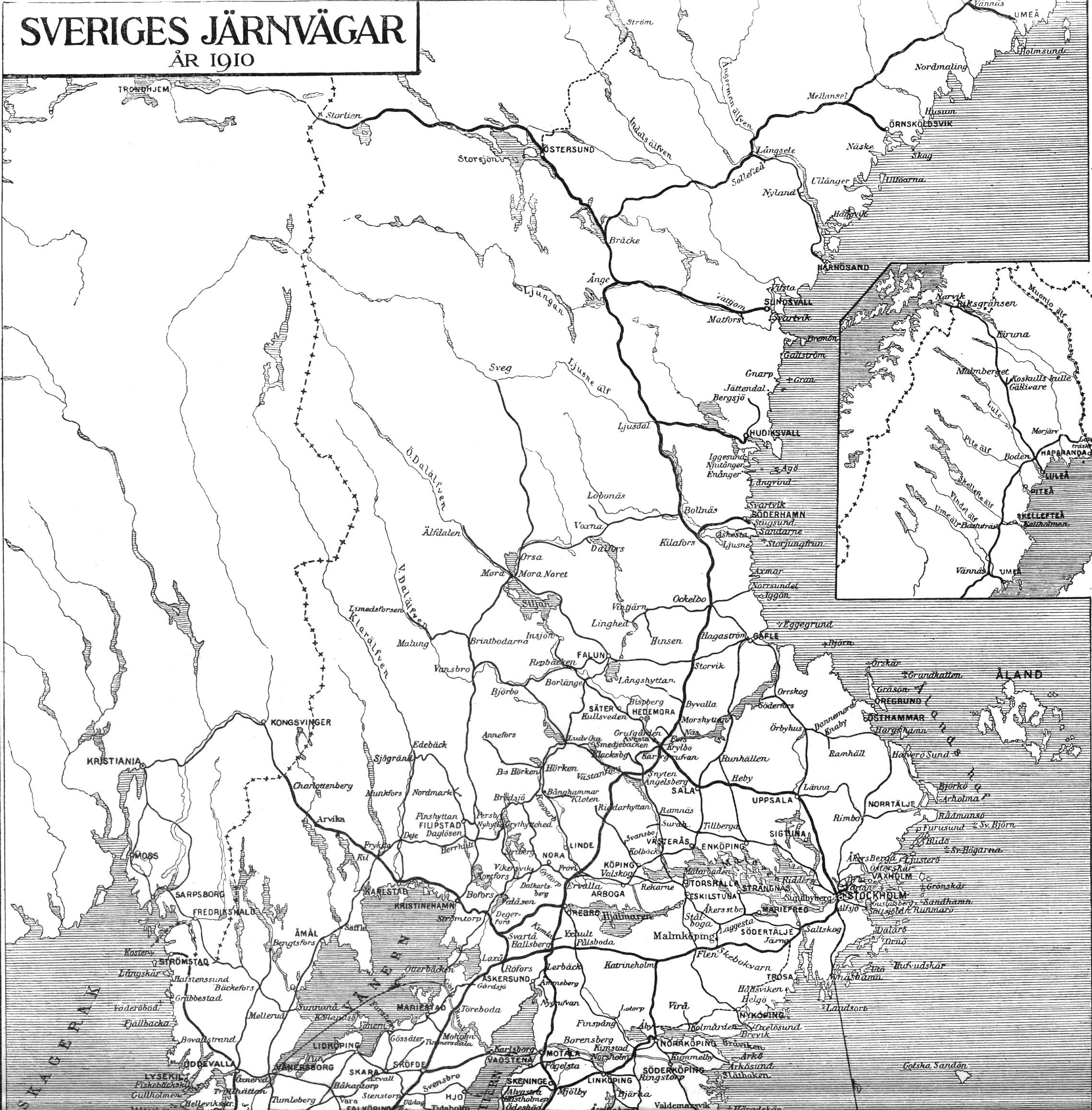
Lignes de chemin de fer dans le Nord de la Suède en 1910. On voit très bien la ligne principale distante des côtes, et reliée aux villes côtières par des lignes secondaires.
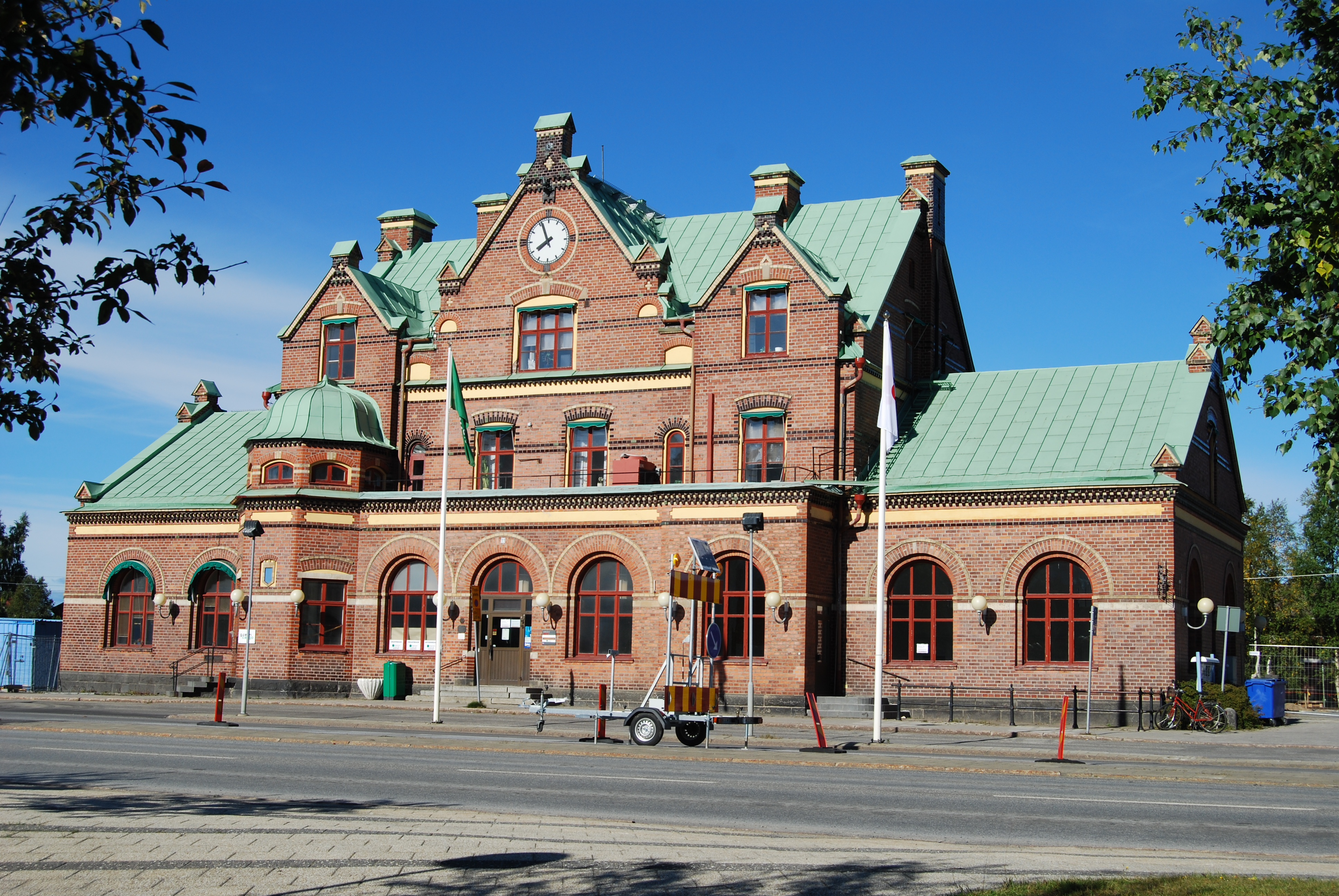
La gare centrale d'Umeå.
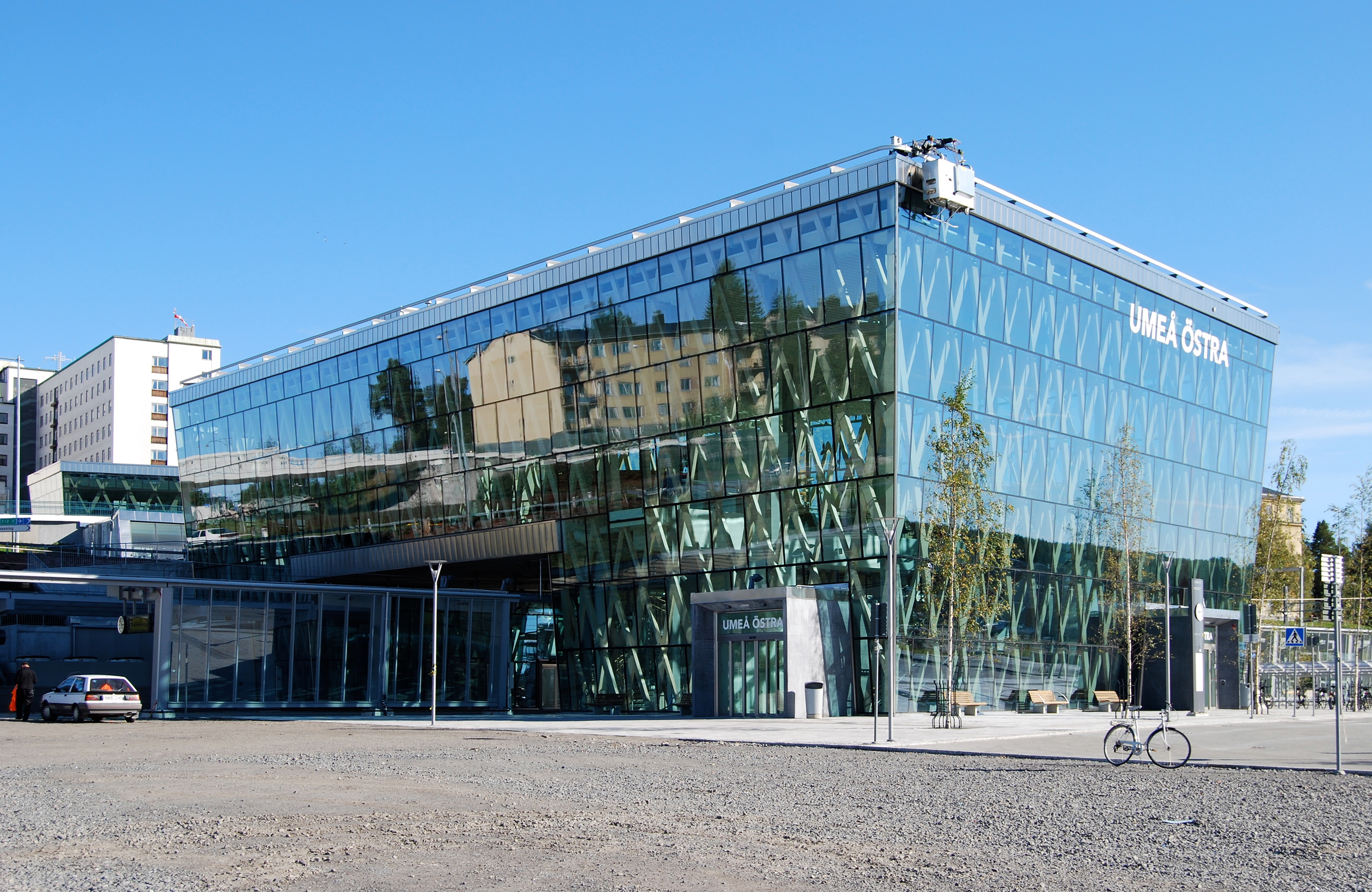
La gare de l'Est.

### Transport maritime

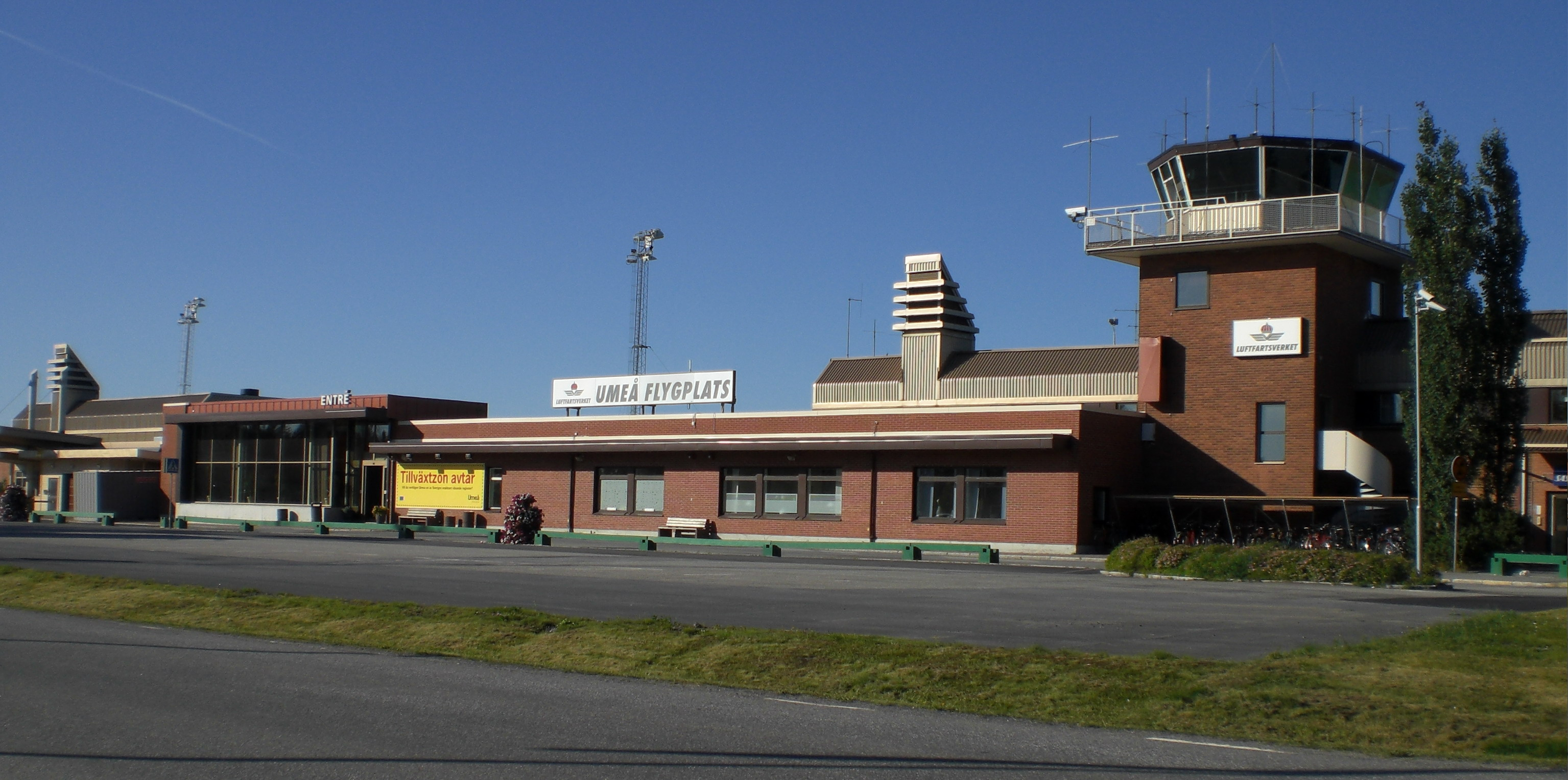
L'aéroport d'Umeå

Le port d'Umeå est situé à Holmsund, à 15 km en aval, au niveau de l'embouchure du fleuve dans la mer Baltique. La ligne de chemin de fer Umeå-Vännäs se prolonge jusqu'au port.
Du fait de la proximité avec Vaasa, le port est utilisé pour la ligne de ferry Umeå-Vaasa, qui est incluse dans la route européenne 12. La ligne, exploitée par l'entreprise finlandaise RG Line, reçut 70 500 passagers en 2007. Le trajet dure 4h30.
Le port est aussi important pour le fret, étant parmi les 25 plus importants ports de Suède en termes de quantité de marchandises avec 1,8 million de tonnes en 2008.

### Transport aérien
La ville est située à proximité de l'aéroport d'Umeå, inauguré en 1962. Il a vu transiter 815 154 passagers en 2009, principalement pour des liaisons domestiques, ce qui en fait un des 10 plus importants de Suède.

## Culture
Umeå a été sélectionnée pour être avec Riga capitale européenne de la culture en 2014.

### Patrimoine architectural
Du fait de l'important incendie de 1888, la ville fut entièrement reconstruite, sous la direction de l'architecte Fredrik Olaus Lindström (sv). La ville acquit alors un plan de rue hippodamien, avec des rues larges.
L'architecte supervisa lui-même la construction de plusieurs bâtiments. Parmi ceux-ci, l'église de la ville, construite dans un style néogothique entre 1892 et 1894, ou encore l'hôtel de ville, achevé en 1890.

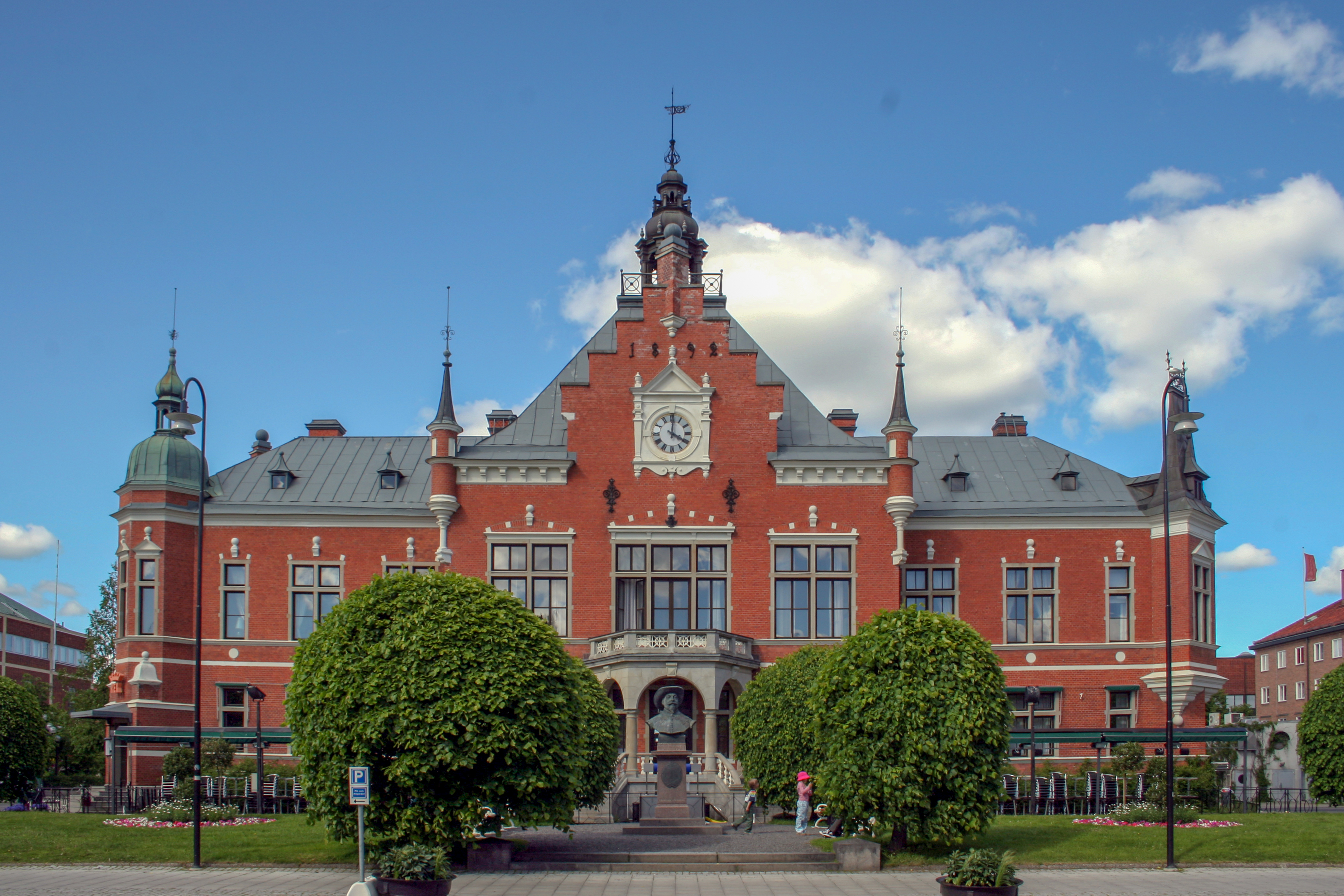
L'hôtel de ville d'Umeå
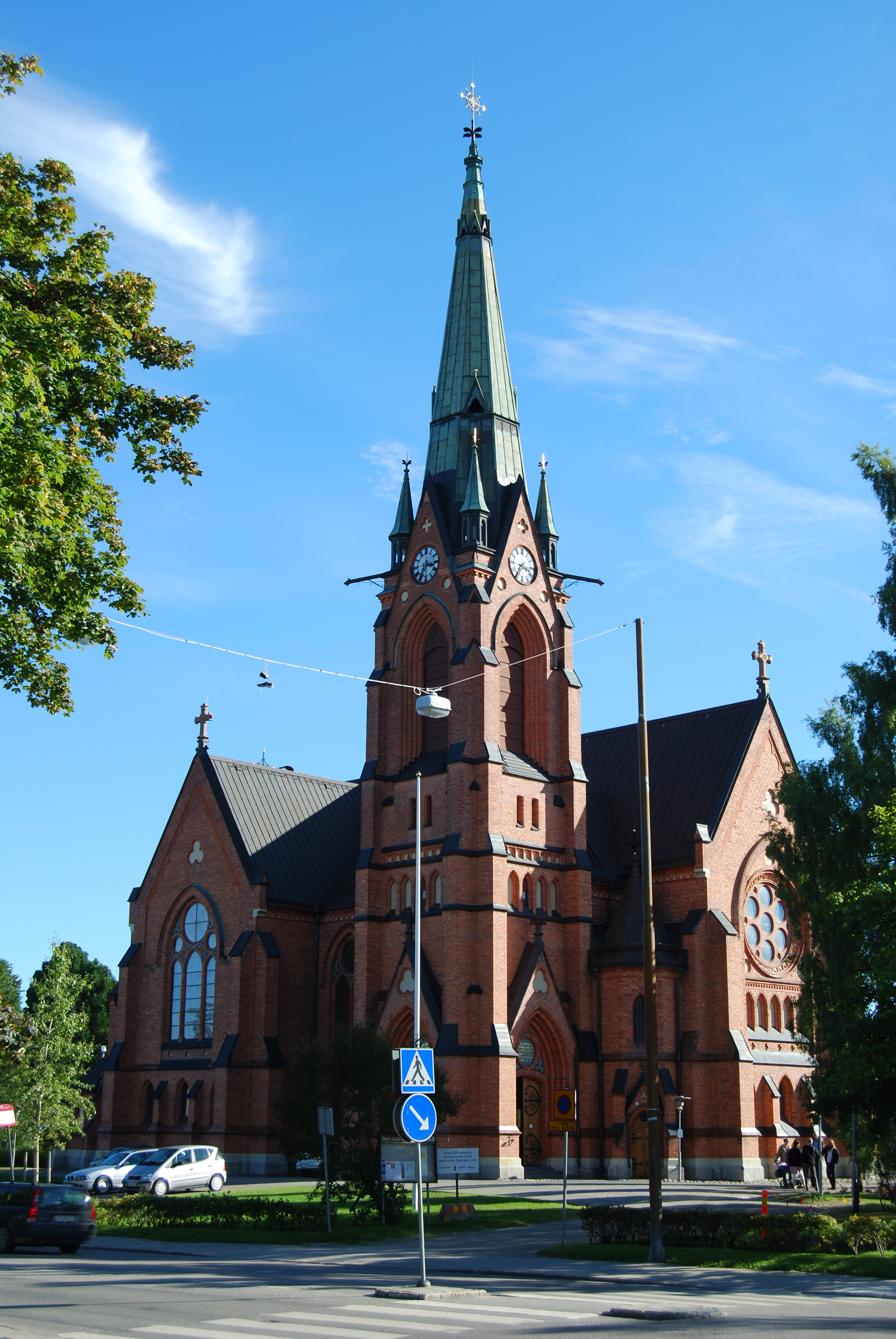
L'église d'Umeå
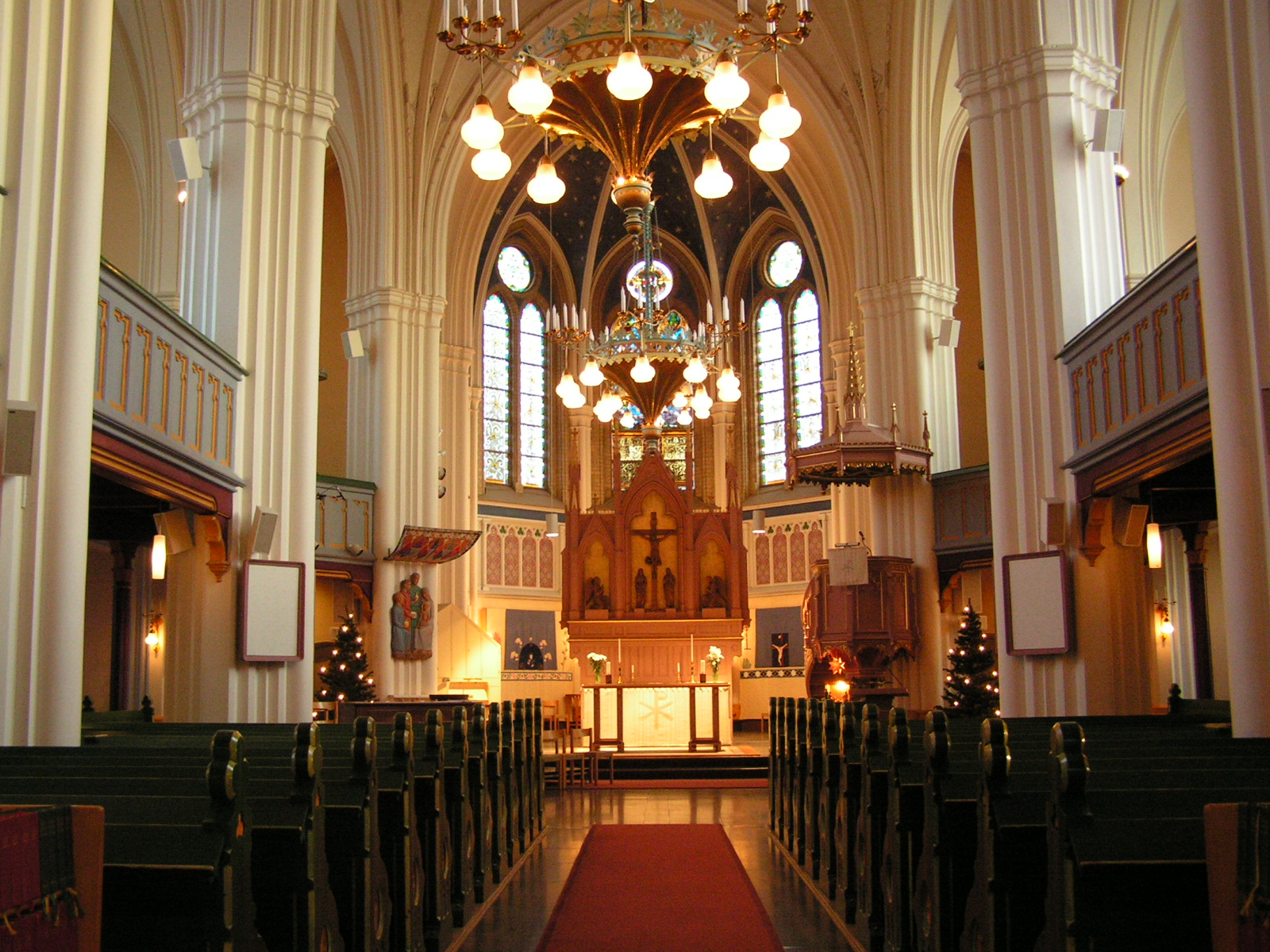
L'intérieur de l'église

Mais beaucoup de bâtiments de cette période furent construits sous la direction d'autres architectes. Parmi ceux-ci, on peut noter Gamla elverket, Handelsbanken, Stora hotellet, ... En plus de ces bâtiments, plusieurs villas importantes furent construites, telles que la villa Aschanska et la villa Scharinska par l'architecte Ragnar Östberg ou encore la ville du maire par Per Eriksson.
Quelques bâtiments ont survécu à l'incendie, parmi lesquels l'entrepôt von Ahnska.

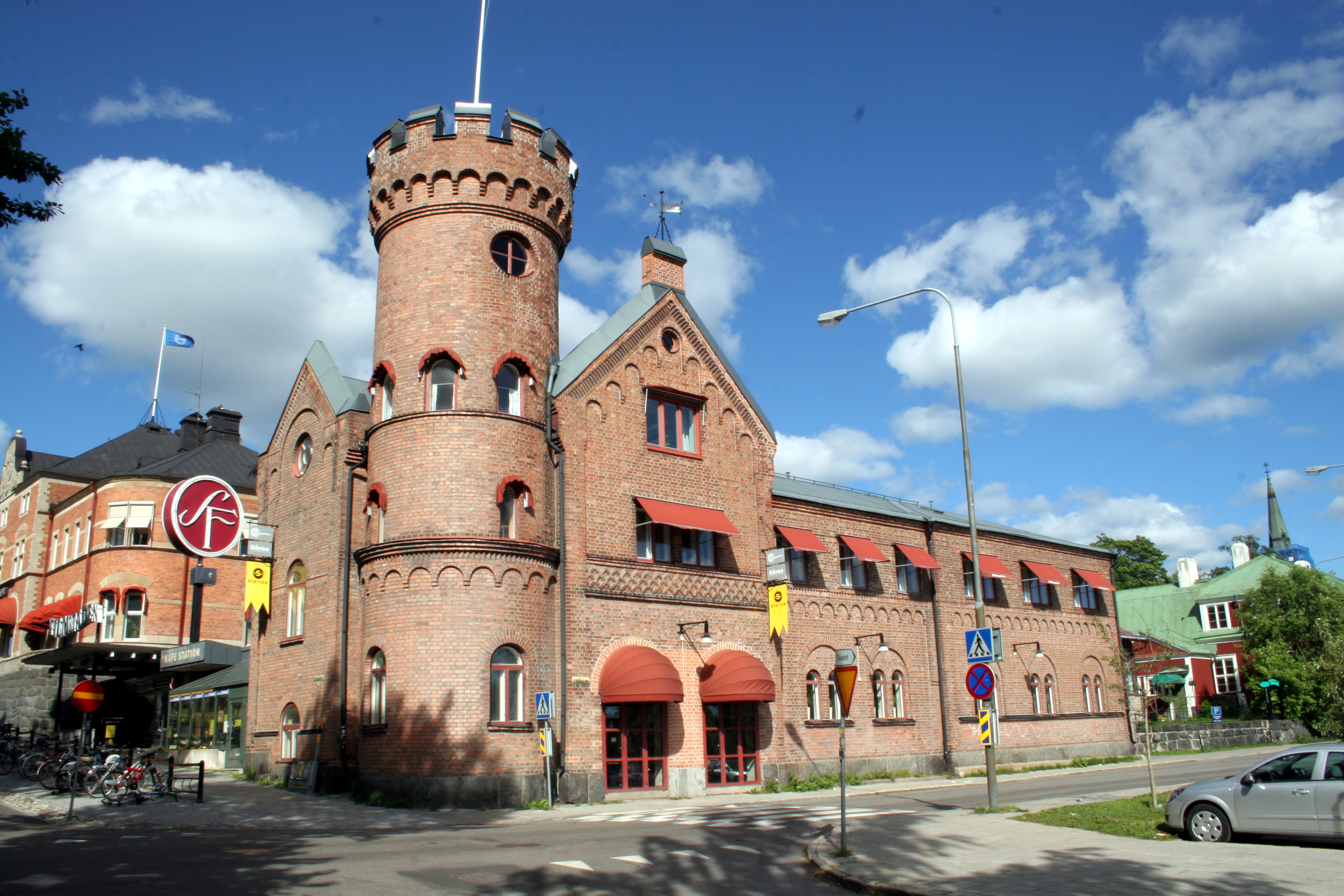
Gamla elverket
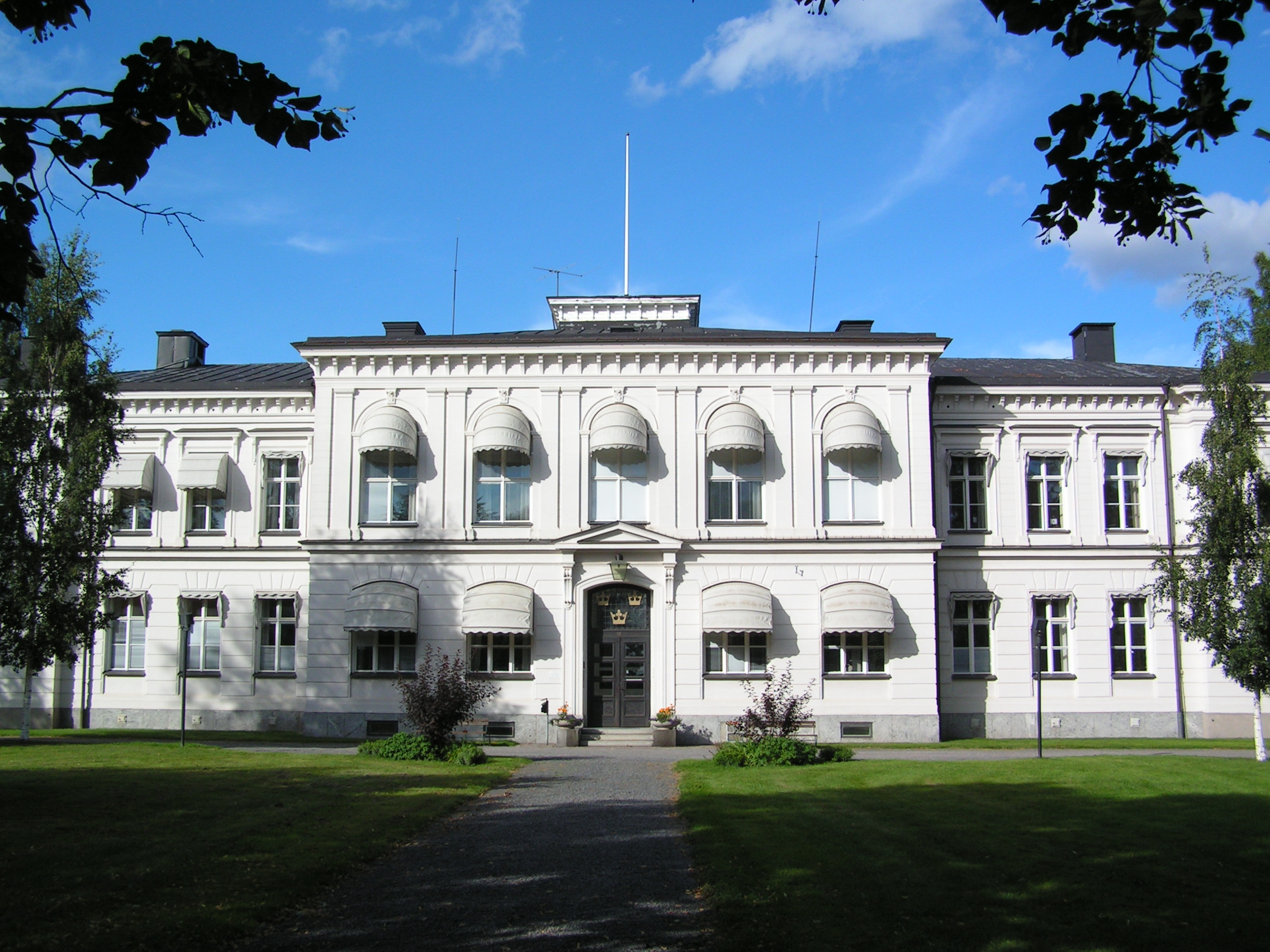
La cour d'appel
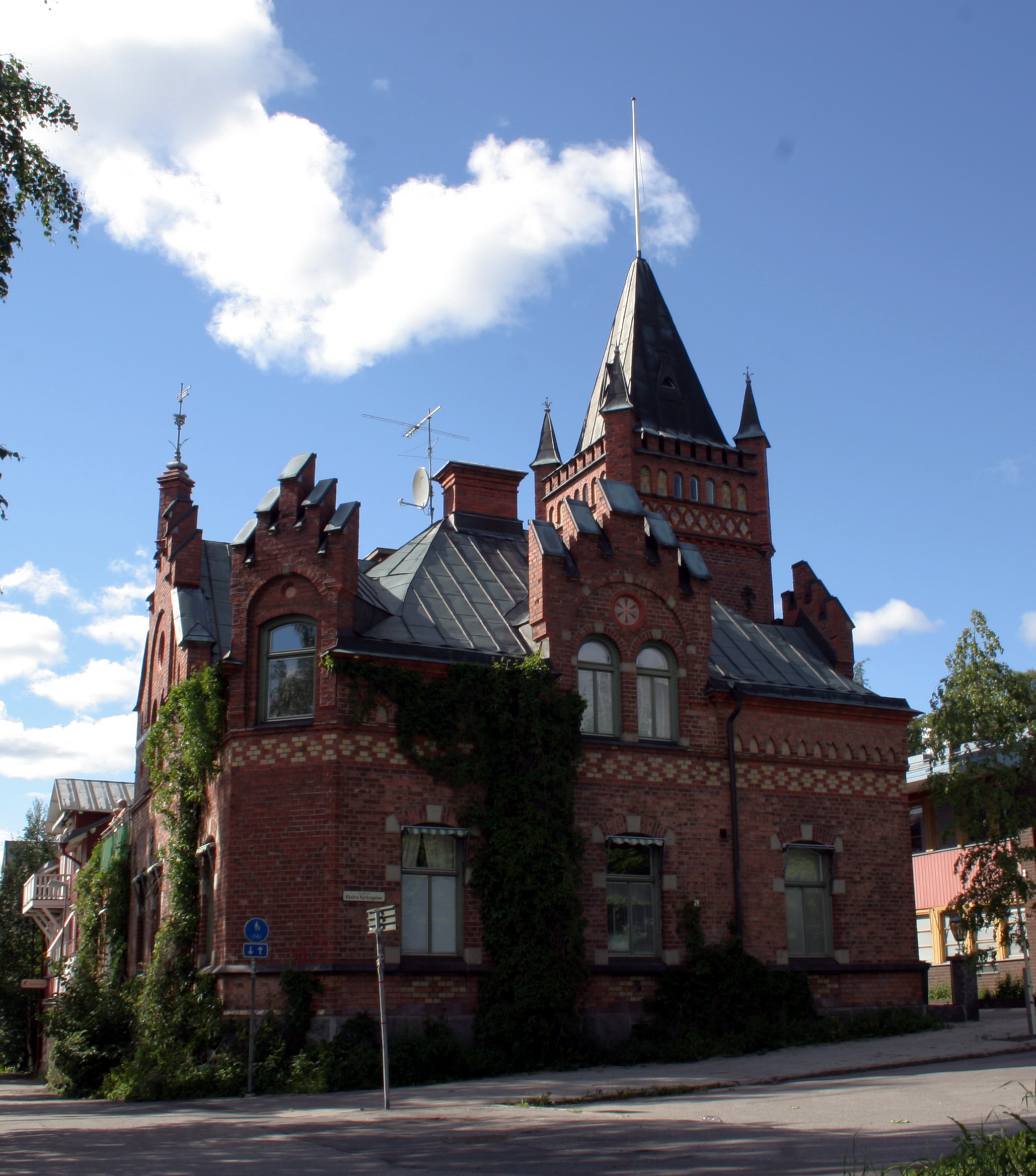
Borgmästarevillan, ou la villa du maire

### Musées

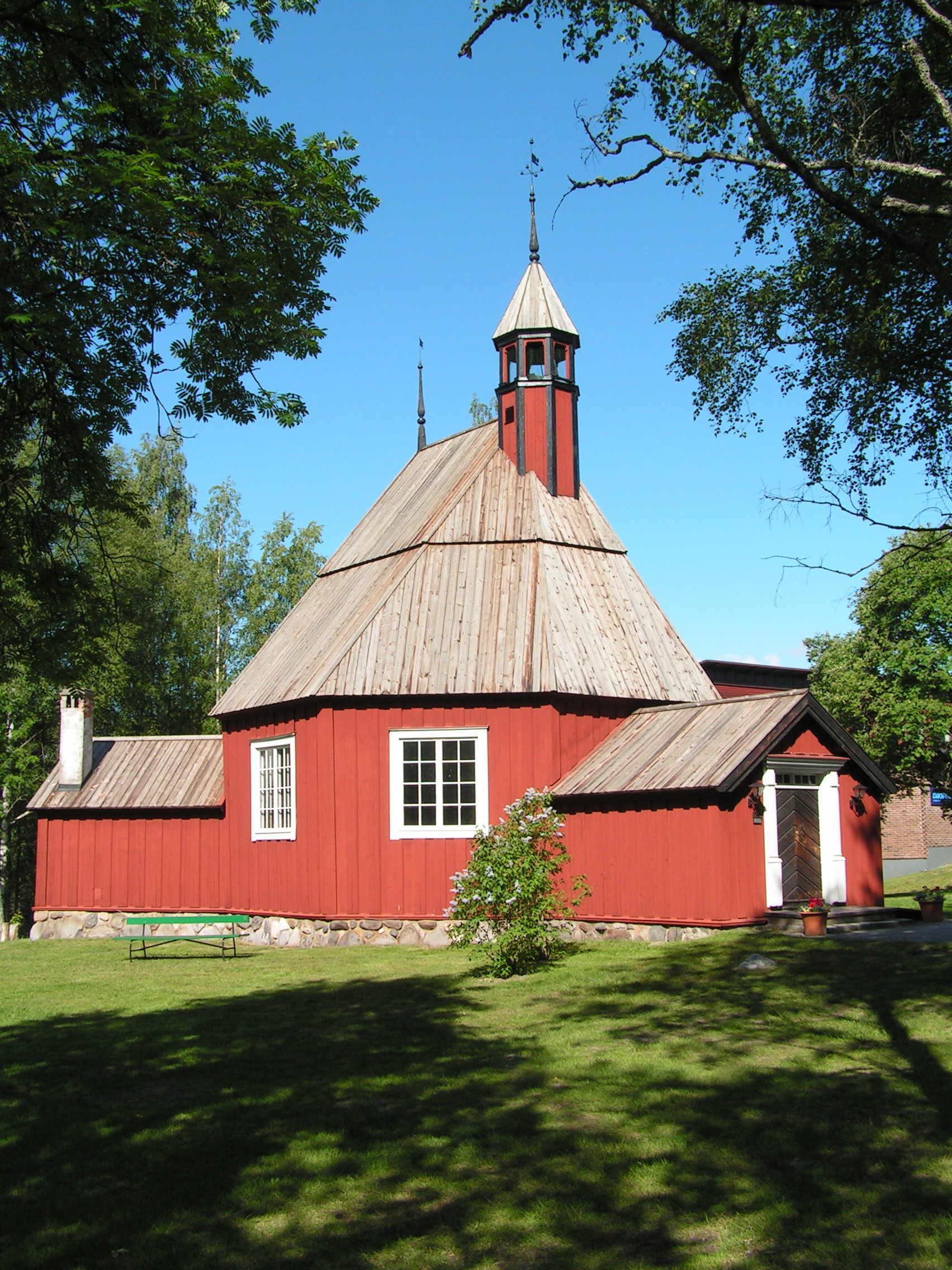
L'église Helena Elisabeth, faisant partie du musée de plein-air à Gammlia

Le principal musée de la ville est le musée du comté de Västerbotten (Västerbottens museum), avec 215 137 visiteurs en 2008. Le musée est très ancien. Il fut fondé en 1886, mais une grande partie de sa première collection partit en fumée en 1888. Cette collection était heureusement encore très petite. Le musée reprit dans des nouveaux locaux en 1890, et la collection grandit, ce qui força le musée à déménager à plusieurs reprises : en 1901, en 1911, en 1925, en 1935, avant de s'installer sur le site de Gammlia en 1943.
Le musée regroupe de nos jours plusieurs musées, situés à Gammlia, près de l'université. Le bâtiment principal présente l'histoire de la région, ainsi que des œuvres d'artistes locaux. Il y a aussi le musée suédois du ski, fondé en 1928 à Stockholm, mais transféré à Umeå en 1963, présentant l'histoire du ski depuis l'âge de pierre. À proximité se trouve le musée de la Pêche et de la Navigation, qui a son propre bâtiment depuis 1975. Enfin, le site inclut un musée de plein-air, comprenant plusieurs bâtiments, principalement agricoles, de la région, qui y ont été déplacés entre 1921 et 1990.

### Personnalités notables
- My Altegrim, artiste visuelle et textile ;
- Karl Backman, guitariste, auteur-compositeur et peintre ;
- Mats Gustafsson, saxophoniste ;
- Frida Hyvönen, auteur-compositeur-interprète ;
- Johan Anders Linder (1783-1877), pasteur, peintre, écrivain et architecte, mort à Umeå ;
- Dennis Lyxzén, auteur-compositeur-interprète ;
- Lisa Miskovsky, auteur-compositeur-interprète ;
- David Sandström, auteur-compositeur-interprète ;
- Tove Styrke, chanteuse et modèle ;
- Meshuggah, groupe de metal ;
- Cult of Luna, groupe de post-hardcore ;
- Gidge, formation de musique électronique ;
- Trainspotters, groupe de hip-hop ;
- Mr Fox, personnage fictionnel de l'univers Regular Ordinary Swedish Meal Time.

### Sport
L'IF Björklöven est une équipe de hockey sur glace de la ville. L'équipe évolue en Allsvenskan, le second échelon suédois.

## Jumelages
La ville d'Umeå est jumelée avec :
- Harstad (Norvège) depuis 1953
- Vaasa (Finlande) depuis 1953
- Petrozavodsk (Russie) depuis 1976
- Elseneur (Danemark) depuis 1953
- Wurtzbourg (Allemagne) depuis 1992
- Saskatoon (Canada) depuis 1976

Umeå entretient des accords de coopération avec :
- Guanajuato (Mexique)
- Qufu (Chine) depuis 2008
- Xi'an (Chine)
- Lanzhou (Chine)
- Seychelles (Seychelles)
- Komatsu (Japon)